# Parallelia anetica
Parallelia anetica là một loài bướm đêm trong họ Erebidae.